# Ыйрён
Ыйрён (кор. 의령군?, 宜寧郡?, Ыйрён-гун) — уезд в провинции Кёнсан-Намдо, Южная Корея.

## История
Считается, что на месте нынешнего Ыйрёна располагался племенной союз Ара Кая, входящий в племенное образование Кая. Позже контроль над этой территорией перешёл государству Силла, здесь, в составе уезда Ханам, была образована муниципальная единица (хён) Чанхам, которая в середине VIII века получила имя Ыйрён. В эпоху Корё здесь располагались районы Ыйчхон (в составе Чинджу) и Синбон со статусом хёна. В эпоху династии Чосон, в 1413 году, Ыйрён снова получил своё название и сохраняет его до сих пор. Тогда же он получил статус уезда (кун), также сохранённый по сей день.

## География
Ыйрён расположен на юге Корейского полуострова в центральной части провинции Кёнсан-Намдо. Протяжённость территории с запада на восток составляет 32 километра, с севера на юг — 27 километров.
На востоке граничит с уездами Чханнён и Хаман, на юге — с Чинджу, на западе и севере с Санчхоном и Хапчхоном.
Ландшафт преимущественно горный, высочайшие точки на территории уезда — горы Чагульсан (자굴산, 897 м) и Куксабон (국사봉, 668 м).
Климат Ыйрёна из-за влияния окрестных гор имеет более выраженные континентальные черты, чем климат остальной части Корейского полуострова. Среднегодовая температура в уезде 12,8 °C. Среднемесячная температура августа 30,3 °C, среднемесячная температура января −5.8 °C. Среднегодовое количество осадков — 1466,2 мм.

## Административное деление
Ыйрён административно делится на 1 ып и 12 мёнов:
| Название    | Хангыль | Площадь, км² | Население, чел | Внутреннее деление |
| ----------- | ------- | ------------ | -------------- | ------------------ |
| Ыйрёнып     | 의령읍  | 34,29        | 9 857          | 10 ри              |
| Йондокмён   | 용덕면  | 33,84        | 2 016          | 12 ри              |
| Каремён     | 가례면  | 35,55        | 2 171          | 9 ри               |
| Куннюмён    | 궁류면  | 43,57        | 1 481          | 7 ри               |
| Наксомён    | 낙서면  | 23,44        | 1 045          | 6 ри               |
| Понсумён    | 봉수면  | 33,07        | 1 291          | 7 ри               |
| Пуриммён    | 부림면  | 47,97        | 3 795          | 12 ри              |
| Тэимён      | 대의면  | 35,88        | 1 257          | 9 ри               |
| Хваджонмён  | 화정면  | 38,31        | 1 847          | 7 ри               |
| Чиджонмён   | 지정면  | 46,91        | 2 403          | 10 ри              |
| Чонгокмён   | 정곡면  | 40,14        | 1 875          | 10 ри              |
| Чхильгокмён | 칠곡면  | 22,37        | 1 308          | 6 ри               |
| Югокмён     | 유곡면  | 47,56        | 1 564          | 11 ри              |

## Туризм и достопримечательности
- Буддийские храмы Ильбонса (первые постройки датируются VII веком) и Йонгукса. В храмовом комплексе Йонгукса находится несколько предметов, входящих в список культурного наследия Кореи[5].
- Мемориал Чхонгик, посвящённый жертвам и героям Имджинской войны. Ежегодно 22 апреля здесь проходят памятные мероприятия, посвящённые генералу Квак Чэу и его солдатам[6].
- Горный форт Пёкхвасон. Имеются доказательства того, что первые постройки здесь были сделаны в эпоху Кая. Во время Имджинской войны форт был перестроен и укреплён. Общая длина крепостной стены — 904 м. Сейчас форт входит в список культурного наследия провинции Кёнсан-Намдо[7].

## Символы
Как и остальные города и уезды в Южной Корее, Ыйрён имеет ряд символов:
- Дерево: гингко — символизирует долголетие и процветание.
- Птица: голубь — является символом мира.
- Цветок: азалия — является символом дружелюбия и гармонии.
- Маскот: Квак Чэу, герой Имджинской войны.

## Города-побратимы
Ыйрён имеет ряд городов-побратимов:
Внутри страны
- город Сачхон (провинция Кёнсан-Намдо) — с 2000 года
- уезд Муан (провинция Чолла-Намдо) — с 1998 года
- район Йонсангу (город Сеул) — с 2008 года

За рубежом
- городской округ Ляочэнь (провинция Шаньдун), Китай — с 2001 года